# Rundfunkjahr 1984

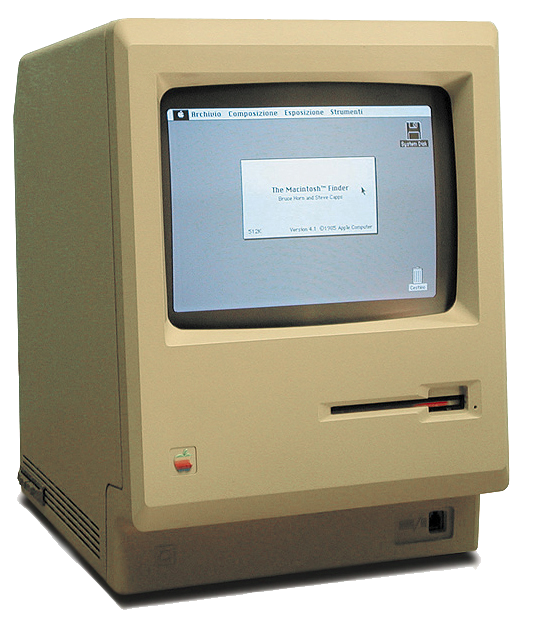
Der 1984 vorgestellte Apple Macintosh

Liste der Rundfunkjahre

◄◄ | ◄ | 1980 | 1981 | 1982 | 1983 | Rundfunkjahr 1984 | 1985 | 1986 | 1987 | 1988 | ► | ►►

Weitere Ereignisse

## Allgemein
- In Deutschland starten in diesem Jahr mit den Sendern RTL plus und Sat.1 die ersten terrestrisch empfangbaren Privatfernsehsender. Damit nimmt die Medienlandschaft der Bundesrepublik den Schritt vom Rundfunkmonopol von ARD und ZDF hin zum dualen Rundfunksystem, zu dem später noch als „dritte Säule“ der nichtkommerzielle Rundfunk hinzukommt.
- Januar – In London wird das Musiklabel Stock Aitken Waterman (SAW) gegründet. Durch von ihnen produzierte Hits wie Venus von Bananarama (1986), Never Gonna Give You Up von Rick Astley (1987) und vor allem I Should Be So Lucky von Kylie Minogue (1988) gewinnt SAW erheblichen Einfluss auf die kommerzielle Popmusik in den späten 1980er Jahren.
- 24. Januar – Apple stellt seinen ersten Rechner aus der Macintosh-Serie vor. Als revolutionär gilt die grafische Benutzeroberfläche, mit deren Hilfe der Macintosh auch von Computerlaien bedient werden kann. Die Markteinführung erfolgt mit einer umfassenden Werbekampagne, für die unter anderem Ridley Scott einen aufwändig gestalteten Werbespot dreht.[1]
- 2. August – In Deutschland wird von Werner Zorn an der Universität Karlsruhe die erste E-Mail empfangen.
- 19. November – Mitglieder des Chaos Computer Club (CCC) dringen in den BTX-Account der Hamburger Sparkasse ein und überweisen 135.000 DM auf das Vereinskonto. Die Aktion, die keinerlei kriminellen Hintergrund hat, sondern auf Schwachstellen im Datenverkehr hinweisen soll, bringt das Thema „Bankraub per Computer“ für einige Zeit in die öffentliche Debatte.

## Hörfunk
- 1. Januar – Sendestart von WDR 4. Zielgruppe des zunächst werbefreien Senders, der sich vor allem der Schlagermusik widmet, sind Personen über 45 Jahren.
- 2. Januar – Der BR strahlt die erste Ausgabe der Jugend- und Musiksendung Live aus dem Alabama aus.
- 19. Mai – Ö1 sendet die erste Ausgabe der von Wolfgang Kos und Michael Schrott initiierten Magazinsendung Diagonal – Radio für Zeitgenossen. Die Sendung widmet sich nicht nur der Vorstellung von „aktuellen Platten und Musikideen“, sondern auch Städteportraits (im ersten Sendejahr unter anderen Czernowitz und Triest) und allgemeinen Phänomenen der Gegenwart. In der ersten Sendung ist nach einem programmatischen Zitat von Michel Serres unter anderen ein Porträt des US-amerikanischen Komponisten Robert Ashley zu hören.
- 18. Juni – Auf Ö1 wird die erste Folge der werktäglichen Reihe Radiokolleg ausgestrahlt. Die Serie löst den alten Schulfunk ab und öffnet sich stärker der Erwachsenenbildung.[2]
- 11. August – US-Präsident Ronald Reagan sorgt bei einer Mikrofonprobe vor seiner wöchentlichen Radioansprache für Schlagzeilen, als er („scherzhaft“) die „Bombardierung Russlands“ ankündigt.[3]

## Fernsehen
- 1. Januar – Sendestart von PKS (heute Sat.1).
- 2. Januar – Sendestart von RTL plus.
- 2. Januar – Das französischsprachige Programm TV5 nimmt den Sendebetrieb auf.
- 5. Januar – RTLplus strahlt die große Hitparade Löwenjagd aus.
- 28. Januar – Bei Dreharbeiten zu einem Werbespot für eine Pepsi-Kampagne gerät die Frisur von Michael Jackson in Brand. Wie erst nach dem Tod Jacksons im Jahr 2009 durch Berichte der Boulevardzeitung The Sun bekannt wird, soll der Sänger bei diesem Unfall einen stellenweisen Verlust seines Haupthaares erlitten haben.[4]
- 28. Januar – Bei der Verleihung der 41. Golden Globes werden die Fernsehserien Der Denver-Clan und Fame ausgezeichnet.
- 18. Februar – RTLplus übernimmt die Reisequizshow Ein Tag wie kein anderer.
- 7. April – Beginn der Spielshow mit Rudi Carrell,Die verflixte 7 im Deutschen Fernsehen.
- 14. September – In Los Angeles werden die MTV Awards erstmals vergeben. Als Musikvideo des Jahres wird das Video zu You might think der US-amerikanischen New-Wave-Band The Cars ausgezeichnet.
- 20. September – Auf NBC ist der Pilot der Bill Cosby Show zu sehen. Die Serie, die in allen Hauptcharakteren mit schwarzen Schauspielern besetzt ist, ist auch beim weißen Publikum ein Erfolg. Zum ersten Mal ist im amerikanischen Fernsehen eine schwarze Familie aus dem gehobenen Mittelstand zu sehen.
- 24. September – Die halbstündige Sketch-Comedyshow mit Diether Krebs und Beatrice Richter, Sketch Up ist erstmals im Deutschen Fernsehen zu sehen.
- 1. Oktober – Das Programm der ARD wird von Deutsches Fernsehen in Erstes Deutsches Fernsehen (mit der Zahl Eins im Logo)[5] umbenannt.
- 4. Oktober – Claus Krueskens,Computerzeit hat Premiere im Ersten Deutschen Fernsehen.
- 7. Oktober – Im ZDF kommt der Sonntags Nach-Tisch für Kinder.
- 20. Oktober – FS2 des ORF zeigt Falco – Helden von heute. Der etwa einstündige von DoRo gestaltete Filmbeitrag setzt Titel von Falcos 1983 erschienenem zweitem Album Junge Roemer visuell um.
- 28. Oktober – Die Sendung mit der Maus feiert ihre 500. Sendung.
- 1. Dezember – Der von ZDF, ORF und SRG SSR initiierte und finanzierte Kulturkanal 3sat nimmt seinen Betrieb auf. Das ZDF ist mit 67 Prozent, der ORF mit 29 und das Schweizer Fernsehen 4 Prozent beteiligt. Ziel ist es unter anderem, Qualitätsfernsehproduktionen der drei öffentlich-rechtlichen Anstalten einem europaweiten Publikum näherzubringen. Am ersten Sendetag können allerdings erst einige tausend Münchener Kabelhaushalte das neue Programm empfangen.[6]
- 15. Dezember – Die letzte von Dieter Thomas Heck moderierte ZDF-Hitparade geht auf Sendung.
- 15. Dezember – Bei der Liveübertragung der Samstagabendshow Wetten, dass..? aus der Stadthalle Bremen kommt es zu einem Zwischenfall, als Umweltaktivisten auf die Bühne stürmen und ein Transparent entrollen um gegen den Bau des Kraftwerks Hainburg zu protestieren. Unter den Wettgästen befindet sich der österreichische Bundeskanzler Fred Sinowatz. Gastgeber Frank Elstner reagiert auf den Zwischenfall und gibt den Aktivisten die Möglichkeit zu einer kurzen Stellungnahme.

### Serienstarts im deutschen Fernsehen
- 1. Januar – Die Besucher (ARD)
- 28. Januar – Tao Tao (ZDF)
- 1. Februar – Bret Maverick (ZDF)
- 22. Februar – Shackleton – Der Mann im Schatten des Pols (BR)
- 28. Februar – Ravioli (ZDF)
- 1. April – Liebt diese Erde (ZDF)
- 11. April – Moonfleet (RTLplus)
- 29. April –  Per Anhalter durch die Galaxis (ARD)
- 6. Mai – Allein gegen die Mafia (ZDF)
- 12. Mai – Angelo und Luzy (ZDF)
- 26. Mai – Familienbande (ZDF)
- 17. Juni –  Das Geheimnis des siebten Weges (ARD)
- 18. Juni –  Magnum (ARD)
- 7. Juli – Colorado Saga (ARD)
- 11. August – Fame – Der Weg zum Ruhm (ARD)
- 8. September – Matt in 13 Zügen (ARD)
- 14. September – Der Fahnder (ARD)
- 16. September – Heimat – Eine deutsche Chronik (ARD)
- 28. September –  Der fliegende Ferdinand (ARD)
- 29. September –  Mensch Bachmann (ZDF)
- 30. September – Die Zitadelle (S3)
- 3. Oktober – Robin Hood (ZDF)
- 11. Oktober – Eigener Herd ist Goldes wert (ARD)
- 13. Oktober – Geschichten aus Shillingbury (PKS)
- 14. Oktober – Morgen Schon (ZDF)
- 11. November – Pogo 1104 (ARD)
- 17. November – Meine schwarze Stunde (ZDF)
- 25. November – Das Tanzbärenmärchen (ARD)
- 8. Dezember – Tanzschule Kaiser (ARD)
- 9. Dezember – Delie & Brenton (S3)
- 25. Dezember – Patrik Pacard (ZDF-Weihnachtsserie)
- 30. Dezember – Anna, Ciro & Co (ARD)

## Geboren
- 9. März – Iréna Flury, österreichisch-schweizerische Schauspielerin, wird in Wien geboren. Flury wurde 2007 in der Rolle der ‚Verena Huber‘ in der Soapopera Mitten im 8en österreichweit bekannt.
- 20. März – Christy Carlson Romano, US-amerikanische Schauspielerin, wird in Milford, Connecticut geboren. 2002–07 lieh sie der Zeichentrickfigur Kim Possible ihre Stimme.
- 8. April – Taran Noah Smith, US-amerikanischer Schauspieler, wird in San Francisco geboren. Seine bekannteste Rolle ist die des ‚Marcus Jason „Mark“ Taylor‘ in der Sitcom Hör mal, wer da hämmert.
- 22. April – Michelle Ryan, britische Schauspielerin (EastEnders), wird in Enfield, Middlesex geboren.
- 5. Oktober – Pinar Tanrikolu, deutsche Fernsehmoderatorin und Journalistin türkischer Abstammung, wird in Nürnberg geboren.
- 22. November – Scarlett Johansson, US-amerikanisch-dänische Schauspielerin, wird in New York geboren.

## Gestorben
- 19. Januar – Wolfgang Staudte, deutscher Regisseur stirbt 77-jährig in Slowenien. Staudte ist vor allem mit seinen Regiearbeiten Der Seewolf und Lockruf des Goldes (1975) in Erinnerung geblieben.
- 23. Februar – Walter Jokisch, deutscher Schauspieler und Hörspielsprecher stirbt 69-jährig in München
- 1. März – Jackie Coogan, US-amerikanischer Schauspieler und Kinderstar stirbt 69-jährig in Santa Monica. Coogan wurde durch die Rolle des Onkel Fester in der Fernsehserie The Addams Family auch einem jüngeren Publikum bekannt.
- 12. März – Heinz Oskar Wuttig, deutscher Schriftsteller, Hörspiel- und Drehbuchautor stirbt 76-jährig in seiner Geburtsstadt Berlin. Er war in den 1950er Jahren durch zahlreiche Hörspiele, darunter das mit dem Hörspielpreis der Kriegsblinden ausgezeichnete Werk Nachtstreife und später mit mehreren Fernsehserien, wie Alle meine Tiere, Der Forellenhof und Salto Mortale bekannt geworden.
- 19. März – Ivo Veit, deutscher Hörfunkregisseur (RIAS), Schauspieler und Kabarettist stirbt 74-jährig in Berlin.
- 2. Mai – Jack Barry, US-amerikanischer Showmaster, stirbt 66-jährig in New York.
- 16. Mai – Andy Kaufman, US-amerikanischer Comedian, stirbt 35-jährig in Los Angeles. Der Durchbruch in seiner Karriere gelang ihm mit der Rolle des Latka Gravas in der 1978 bis 1983 produzierten Sitcom Taxi.
- 28. Juni – Claus Gatterer, österreichischer Fernsehjournalist (teleobjektiv) stirbt 60-jährig in Wien.
- 26. August – Hans Tügel, deutscher Schauspieler, Hörspielsprecher, Regisseur und Autor stirbt 90-jährig in seiner Geburtsstadt Hamburg. Er war viele Jahre für den NWDR Hamburg und dem NDR als Hörspielregisseur und -sprecher tätig.
- 9. Oktober – Heinz von Cleve, deutscher Schauspieler und Hörspielsprecher stirbt 87-jährig in Düsseldorf. Er war unter anderem in mehreren Paul-Temple-Hörspielen und dem Straßenfeger Das Halstuch in Erscheinung getreten.
- 12. Oktober – Rudolf Beiswanger, deutscher Schauspieler, Hörfunksprecher und Theaterintendant stirbt 81-jährig in Hamburg. Er war unter anderem Sprecher bei der NORAG und einer der Hauptdarsteller in der FS-Serie Kümo Henriette.
- 18. Oktober – Jon-Erik Hexum, US-amerikanischer Schauspieler und Model (Hotel, Ein Traummann auf der Titelseite) stirbt wenige Wochen vor seinem 27. Geburtstag.